# Ubrique
Ubrique is een gemeente in de Spaanse provincie Cádiz in de regio Andalusië met een oppervlakte van 70 km². In 2007 telde Ubrique 17.162 inwoners.

## Demografische ontwikkeling
Bron: INE; 1857-2011: volkstellingen